# آلفا تور
آلفا تور یک ستاره است که در صورت فلکی تور قرار دارد.